# Maximela (manzana)
Maximela es el nombre de una variedad cultivar de manzano (Malus domestica). Esta manzana está cultivada en diversos viveros entre ellos algunos dedicados a conservación de árboles frutales en peligro de desaparición. La manzana 'Maximela' es originaria de Guipúzcoa, y actualmente se cultiva para la cocina y muy apreciada en la elaboración de sidra.

## Sinónimos
- "Manzana Maximela",[6][7][8]
- "Maximela Sagarra".

## Historia
'Maximela' es una variedad de manzana cultivada en Guipúzcoa, está considerada incluida en las variedades locales autóctonas muy antiguas, cuyo cultivo se centraba en comarcas muy definidas. Se caracterizaban por su buena adaptación a sus ecosistemas y podrían tener interés genético en virtud de su adaptación. Estas se podían clasificar en dos subgrupos: de mesa y de sidra (aunque algunas tenían aptitud mixta). Es muy apreciada en la cocina y ocasionalmente en la elaboración de sidra.
'Maximela' es una variedad mixta, clasificada como muy buena en la elaboración de sidra, también se utiliza en la cocina; difundido su cultivo en el pasado por los viveros comerciales y cuyo cultivo en la actualidad se ha reducido a huertos familiares, y apreciada en elaboraciones culinarias. Tiene una apariencia semejante a la variedad de manzana Palacio.

## Características
El manzano de la variedad 'Maximela' tiene un vigor alto, es árbol de mediana producción; florece a finales de abril; tubo del cáliz en forma de embudo corto, y con los estambres situados en su mitad.
La variedad de manzana 'Maximela' tiene un fruto de tamaño mediano; forma redondeada achatada, el contorno presenta una ligera asimetría ; piel gruesa, blanda, brillante; con color de fondo amarillo pálido, siendo el color del sobre color lavado de rojo sonrosado en la cara espuesta al sol, importancia del sobre color débil, siendo su reparto en chapa y rayas, presenta algunas lenticelas, sensibilidad al "russeting" (pardeamiento áspero superficial que presentan algunas variedades) débil; pedúnculo de tamaño muy corto, medio, implantado oblicuo, no sobresale de la cavidad peduncular, anchura de la cavidad peduncular media, profundidad de la cavidad pedúncular es media con los bordes ligeros, y con una  importancia del ruginoso-"russeting" en cavidad peduncular media estrellada en las paredes de la cavidad; anchura de la cavidad calicina media, profundidad de la cav. calicina media, bordes lisos, y de la importancia del ruginoso-"russeting" en cavidad calicina débil; ojo pequeño y abierto; sépalos triangulares en la base apretados.
Carne de color blanco. Textura dura crujiente, de zumo regular y poco aroma; sabor característico de la variedad, insípido-amargo; corazón de tamaño medio, desplazado. Eje abierto. Celdas arriñonadas, cartilaginosas de color verde claro. Semillas aristadas, puntiagudas, de tamaño medio, color marrón claro uniforme.
La manzana 'Maximela' tiene una época de maduración y recolección tardía en el otoño, de larga duración. Tiene uso mixto pues se usa como manzana de cocina, y también como manzana para la elaboración de sidra, como manzana sidrera es una variedad muy apreciada.